# Piper grantii
Piper grantii är en pepparväxtart som beskrevs av Truman George Yuncker. Piper grantii ingår i släktet Piper och familjen pepparväxter. Inga underarter finns listade i Catalogue of Life.